# جزینک
جزینک شهری در بخش جزینک ،شهرستان زهک استان سیستان و بلوچستان است. در تیر ماه سال ۱۳۹۹ شهرداری این شهر افتتاح شد.